# Mamduh Muhammad Salim

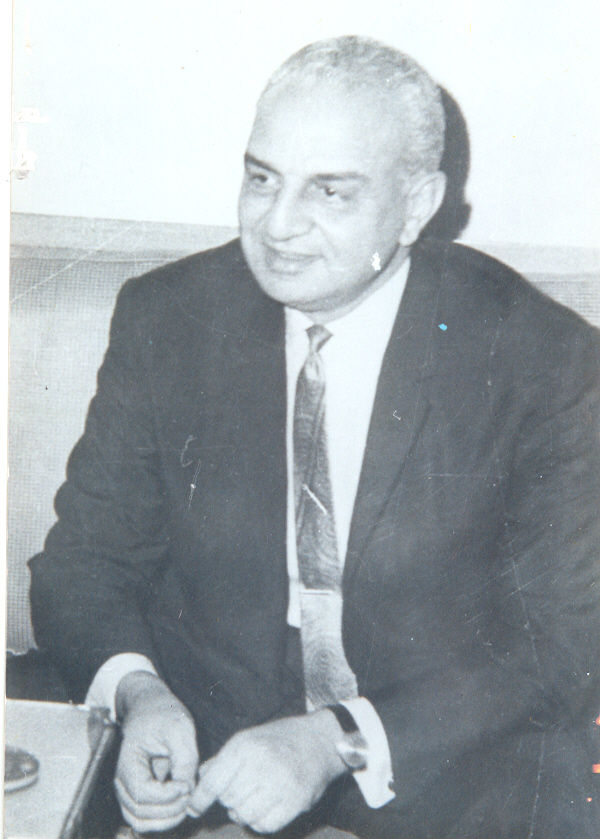
Mamduh Muhammad Salim

Mamduh Muhammad Salim, auch Mamdouh Salem (arabisch ممدوح سالم; * 1918 in Alexandria; † 25. Februar 1988 in London), war ein ägyptischer General und Politiker. Unter Staatspräsident Anwar as-Sadat amtierte er als Innen- und Premierminister.

## Polizeigeneral und Provinzgouverneur
Salem absolvierte eine militärische Ausbildung, in der er 1964 zum Polizeigeneral sowie Kommandeur der Polizei von Alexandria aufstieg. Als solcher wurde er auch Sicherheitsberater von Präsident Gamal Abdel Nasser.
1967 wurde er Gouverneur der Provinz Asyut. Anschließend war er 1970 zunächst kurze Zeit Gouverneur der Provinz Al-Gharbiyya, ehe er noch im gleichen Jahr Gouverneur der Provinz Al-Iskandariyya (Alexandria) wurde.

## Aufstieg zum Premierminister unter Präsident Sadat
1971 wurde er von Präsident Sadat in das Regierungskabinett berufen und zum Innenminister ernannt. In dieser Funktion wurde er zugleich Mitglied des Zentralkomitees (ZK) der Einheitspartei Arabische Sozialistische Union (ASU). Innerhalb weniger Monate stieg er schon 1972 zusätzlich zum Stellvertretenden Premierminister auf.
Als es nach Lebensmittelkürzungen und einem Anstieg der Inflation zu landesweiten gewalttätigen Ausschreitungen kam, wurde er von Präsident Sadat am 16. April 1975 als Nachfolger von Abd al-Aziz Muhammad Hidschazi zum Premierminister ernannt. Salem, ein loyaler Unterstützer der Friedenspolitik Sadats, bildete 1977 auch die erste Mehr-Parteien-Regierung. 1978 vereinte er seine Arabische Sozialistische Partei mit der von Sadat neu gegründeten Nationaldemokratischen Partei. Am 2. Oktober 1978 trat er unerwartet als Premierminister zurück, nachdem er herausfand, dass Sadat eine neue Regierung ernennen wollte, nachdem mehrere Minister von Salems Kabinett aus Protest gegen das Abkommen von Camp David mit Israel zurückgetreten waren.
Unter dem Nachfolger von Sadat, Husni Mubarak, war er zeitweise Präsidialberater.